# Somebody to Love (piosenka Queen)
Somebody to Love – napisana przez Freddiego Mercury’ego ballada rockowa z repertuaru brytyjskiego zespołu Queen. Utwór wydano na singlu w 1976 roku, który promował album A Day at the Races (1976).
Piosenkę umieszczono na albumie kompilacyjnym Greatest Hits (1981).
Charakterystyczną cechą utworu jest wykorzystanie chórków gospel (typowe dla Queen harmonie wokalne) w połączeniu ze stylistyką rockową.
Tekst utworu mówi o poszukiwaniu miłości.
W 1992 na The Freddie Mercury Tribute Concert utwór został wykonany przez
George’a Michaela. Na scenie koncertu pojawili się też między innymi Guns N’ Roses, Metallica i David Bowie. Później utwór ukazał się w 1993 roku na minialbumie Five Live, który osiągnął 1. miejsce list przebojów w Wielkiej Brytanii. Wersja śpiewana przez Michaela została umieszczona na albumie Queen, Greatest Hits III (1999).
Wykonanie na żywo znajduje się na albumach: Queen Rock Montreal i Queen on Fire – Live at the Bowl.
Utwór był grany na wszystkich trasach koncertowych, poczynając od A Day at the Races Tour, zrezygnowano z niego podczas trasy Magic Tour.

## Listy przebojów
| Kraj              | Lista                  | Pozycja |
| ----------------- | ---------------------- | ------- |
| Niemcy            | Media Control Charts   | 21      |
| Holandia          | Single Top 100         | 1       |
| Belgia            | Ultratop 50 (Flandria) | 2       |
| Dania             | Track Top-40           | 19      |
| Irlandia          | Irish Singles Chart    | 6       |
| Wielka Brytania   | UK Singles Chart       | 2       |
| Stany Zjednoczone | „Billboard” Hot 100    | 13      |